# 第60步兵師 (德國國防軍)
第60步兵師（德語：60. Infanterie-Division）是納粹德國國防軍陸軍的一個步兵師。該師於1939年10月組建。第二次世界大戰期間，該師參與入侵法國行動。1940年7月，該師調回波蘭，改編為第60摩托化步兵師（德語：60. Infanterie-Division (mot.)）。
1941年，該師參與入侵南斯拉夫、入侵希臘和巴巴羅薩行動，此後一直在東線作戰，直至1943年1月在斯大林格勒战役期間被圍殲。
1943年3月中旬，以第60摩托化步兵師在包圍圈外的殘部以及第271步兵團「統帥堂」為核心開始在法國重新集結，準備重建。6月20日，由重建的第60摩托化步兵師改編為統帥堂裝甲擲彈兵師。第60步兵師和第60摩托化步兵師番號直到1945年德國投降再也沒有重新使用。

## 註腳
1. ↑  Mitcham（2007年）